# 物業投資者
物業投資者是金融投資者之一，他們的投資工具是房地產。低買高賣，有長線、也有短線，有的是為了获取物業增值的，也有的只是冒商業風險者。

## 例子
1. 地產發展商: 長江實業、雅居樂、香港地鐵有限公司、碧桂園、華懋集團等。 他們買地皮或拆舊樓重建，投資地產發展創造財富。
2. 地產投資基金投資者: 領展房地產投資信託基金等，為物業地產項目投入資金，或者成為母公司，入主董事局，改革其經營及管理機際，令其物業項目質素升值。
3. 中小型投資者: 個別投資者(散戶)，購入住宅、工廠大廈等，作大裝修，或者更改用途，獲得出租收入，及物業昇值潛力。
4. 全職钉子户: 舊樓投資者，購入舊樓或者可能會發展重建的物業，在重建計劃落實後，成為「舊樓王」、「最超的釘子戶」。
5. 短線物業投資者: 香港俗稱摸王，低買高賣，投資風險最高，尤其是遇上市場資訊錯亂，及一些非現金大量持有人。